# Aeroporto di Ravenna
L'Aeroporto di Ravenna (IATA: RAN, ICAO: LIDR) si trova a sud della città, in località La Spreta ed è intitolato all'asso della prima guerra mondiale Tenente Gastone Novelli. Intitolato anche come Aeroclub Francesco Baracca di Ravenna che ha sede presso l'aeroporto.

## Storia
Nel 1916, in piena Prima Guerra Mondiale, probabilmente in risposta a un bombardamento della città di Ravenna compiuto da aerei dell'Impero austro-ungarico, il comando del Regio Esercito decide la costituzione della Sezione Difesa Ravenna, con sede appunto a Ravenna, in località La Spreta. È questa dunque l'origine storica dell'Aeroporto di Ravenna. 
La Sezione Difesa Aerea, composta da 3 biplani Farman 14 biposto e comandata dal torinese Tenente Enrico Cottino (perito poi in incidente di volo il 16/05/1917) opererà fino al novembre 1918.

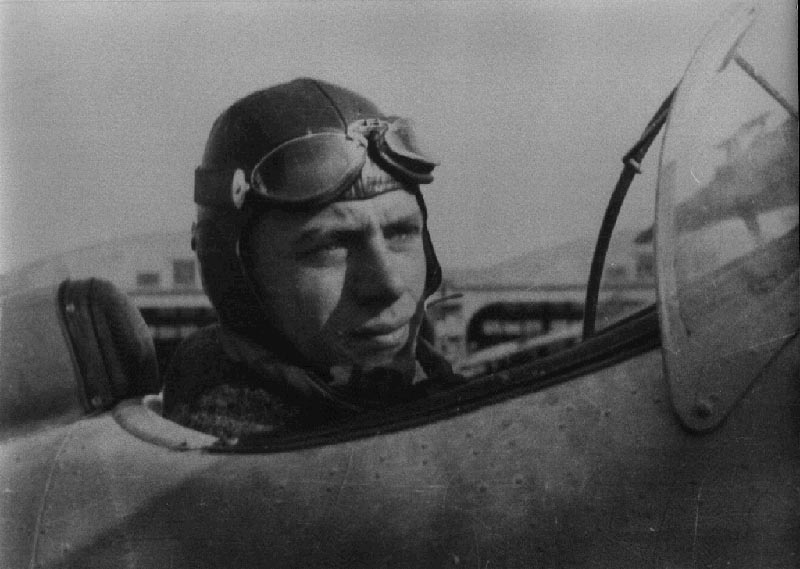
Il ravennate Giuseppe Cenni, Medaglia d'oro al valor militare e asso da caccia e dei Tuffatori, pilota del 6º Stormo, 3º Gruppo di Ravenna, a bordo di un CR.32

Nel primo dopoguerra l'aeroporto (consistente essenzialmente in un grande spiazzo erboso pianeggiante e un hangar in lamiera) non svolge funzioni di rilievo: funge però da tappa o riferimento per la Coppa Baracca e altre cerimonie in ricordo dell'asso italiano.
Nel 1937 venne però deciso l'ammodernamento dell'aeroporto, con la costruzione di un nuovo grande hangar e numerose palazzine di servizio e alloggi per il personale militare, al fine di ospitare una squadriglia caccia. L'Aeroporto divenne così base del neocostituito 6º Stormo Caccia, su biplani Fiat C.R.32, e avete come reparti operativi: il 2º Gruppo, composto dalla 150ª, 151ª, 152ª Squadriglia e il 3º Gruppo caccia terrestre, composto dalla 153ª, tra i cui piloti spicca il futuro asso della caccia e dei Tuffatori il ravennate Giuseppe Cenni (Medaglia d'oro al valor militare), e 154ª Squadriglia. Allo scoppio della seconda guerra mondiale, i reparti vennero tutti trasferiti in zone di guerra.
Durante la guerra l'aeroporto non verrà interessato in modo rilevante dalle operazioni belliche, salvo alcune azioni di bombardamento da parte degli anglo-americani e, nel 1943-1944, la costruzione, sotto controllo tedesco e tramite l'organizzazione Todt, di nuovi bunker e paraschegge per aerei (alcuni manufatti sono ancora visibili).
I tedeschi in ritirata provvedono poi a distruggere tutto quanto poteva essere utilizzato dal nemico.

### La rinascita dopo la guerra
Dopo i disastri della guerra, l'aeroporto viene comunque ripristinato come base militare, sia pure secondaria, e, già alla fine degli anni '40 viene costituito l'Aeroclub di Ravenna (intitolato a Francesco Baracca), che realizza una prima pista in erba di 650 metri. Una volta cessato l'utilizzo militare (attorno al 1955) l'Aeroclub si occupa della costruzione della nuova pista, in asfalto, di ben 1200 metri, ultimata nel 1962 e delle altre strutture presenti sul campo (hangar e palazzina).

## Prospettive
Qualsiasi tentativo di sviluppo ulteriore sembra impedito, per quanto riguarda l'ampliamento delle strutture (eventuale allungamento della pista di ulteriori 300 metri), dalla presenza della Basilica di Sant'Apollinare in Classe e per quanto riguarda le prospettive di traffico, dalla presenza dei vicini aeroporti di Forlì, Rimini e Bologna che sono certificati per il volo IFR. Negli ultimi anni si è visto, comunque,  un incremento importante di traffico di Aviazione Generale (Aerei SEP, MEP e Turbo Prop) per affari e turismo. La lunghezza della pista consente l'atterraggio e il decollo di aerei STOL (Short Take Off and Landing) quindi Jet Executive come Cessna Citation o Hawker 400 atterrano e decollano senza difficoltà (in determinate condizioni di peso al decollo), anzi l'aeroporto è molto apprezzato da diversi piloti.
Una limitazione allo sviluppo di questo genere di traffico, che è in espansione sugli aeroporti minori, è la mancanza di rifornimento di carburante (Jet A1, Avgas 100LL) che si sta sviluppando negli aeroporti d'Europa con self service e pagamento con carta di credito. Oggi è disponibile carburante Avgas 100 LL che gentilmente l'Aeroclub F. Baracca mette eccezionalmente a disposizione per i piloti in difficoltà. L'aeroporto comunque, per la mancanza di ostacoli naturali, è particolarmente idoneo all'addestramento al volo.

## Eventi

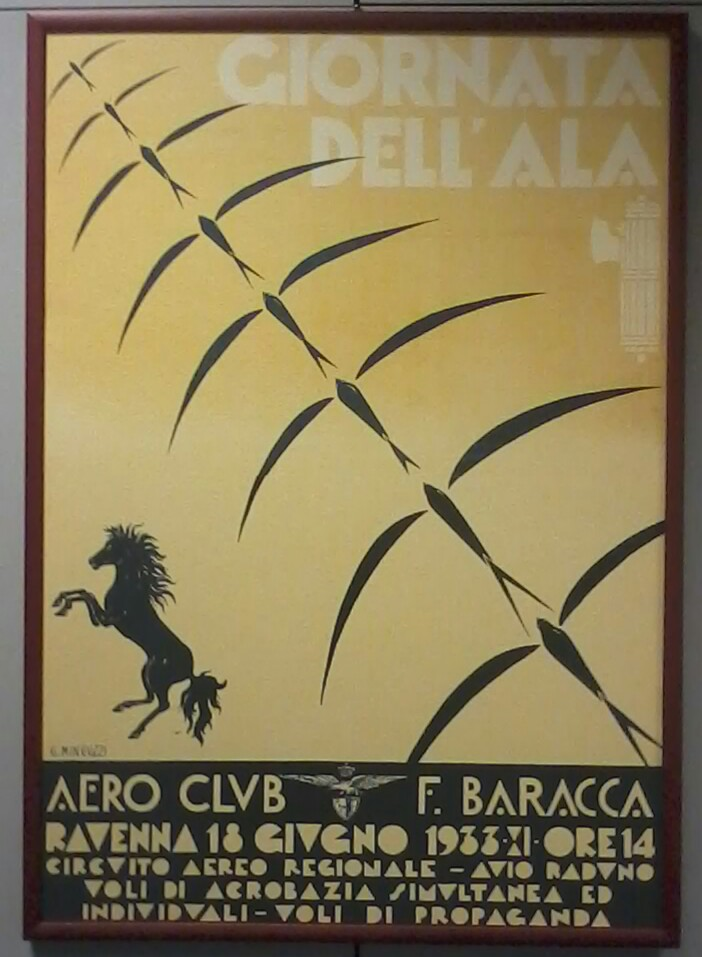
Manifesto della Giornata dell'Ala 1933

Negli anni l'Aeroporto di Ravenna ha ospitato, con la fattiva collaborazione dell'Aeroclub e degli altri enti interessati, varie gare e manifestazioni, tra cui ricordiamo i Campionati Europei di Acrobazia Aerea (1983), i Campionati Mondiali di Regolarità Aerea (1999) e, nel 2007 il Fly Fest, evento che ha unito Fiera e Manifestazione Aerea.
Il 05 novembre 2019 vi atterrò e successivamente decollò l'aereo che trasportava il Presidente della Repubblica Italiana On. Sergio Mattarella, a Ravenna per la Cerimonia in ricordo del sen. Benigno Zaccagnini, in occasione del 30º anniversario della scomparsa.

## Utilizzatori
Oggi operano sull'Aeroporto di Ravenna:
- La Scuola di volo acrobatico Asso Fly, organizza corsi di volo PPL, PPL acrobatico; dispone inoltre di Officina Autorizzata
- L'Aeroclub "F. Baracca" di Ravenna, con annessa scuola di volo PPL
- Scuola di Paracadutismo Skydive Pull Out Ravenna
- Il Gruppo Aeromodellisti Ravenna G.A.R.

### Periodici
- Carlo Migliavacca, Ricordo di un eroe: il magg. pil. Giuseppe Cenni, in Aeronautica, n. 8-9, Roma, Associazione Arma Aeronautica, 2013. (PDF)